# Nightmute
Nightmute és una població dels Estats Units a l'estat d'Alaska. Segons el cens del 2007 tenia 209 habitants.

## Demografia
Segons el cens del 2000, Nightmute tenia 208 habitants, 47 habitatges, i 38 famílies La densitat de població era de 0,8 habitants/km².
Dels 47 habitatges en un 61,7% hi vivien nens de menys de 18 anys, en un 53,2% hi vivien parelles casades, en un 17% dones solteres, i en un 19,1% no eren unitats familiars. En el 10,6% dels habitatges hi vivien persones soles el 10,6% de les quals corresponia a persones de 65 anys o més que vivien soles. El nombre mitjà de persones vivint en cada habitatge era de 4,43 i el nombre mitjà de persones que vivien en cada família era de 5,03.
Per edats la població es repartia de la següent manera: un 41,3% tenia menys de 18 anys, un 13,5% entre 18 i 24, un 28,4% entre 25 i 44, un 12% de 45 a 60 i un 4,8% 65 anys o més.
L'edat mediana era de 22 anys. Per cada 100 dones hi havia 108 homes. Per cada 100 dones de 18 o més anys hi havia 106,8 homes.
La renda mediana per habitatge era de 35.938 $ i la renda mediana per família de 36.250 $. Els homes tenien una renda mediana de 21.250 $ mentre que les dones 23.125 $. La renda per capita de la població era de 9.396 $. Aproximadament el 7,1% de les famílies i el 10,7% de la població estaven per davall del llindar de pobresa.

## Poblacions més properes
El següent diagrama mostra les poblacions més properes.